# Franz Marc
Franz Marc (født 8. februar 1880 i München, død 4. marts 1916 i Verdun, Frankrig) var en tysk maler og regnes til den tyske ekspressionisme.
Marc søgte inspiration på rejser, blandt andet 1906 til Grækenland og flere gange til Paris. 1911 var han medgrundlægger af "Der Blaue Reiter" med Wassily Kandinsky, August Macke og Alexej von Jawlensky.
Marc døde 1916 på slagmarken ved Verdun under 1. verdenskrig.
Senere under nationalsocialisternes styre blev Marcs værker 1937 karakteriseret som 'entartete kunst', og hans værker fra tyske museer blev beslaglagt.
| - Franz Marc portrætteret - Franz ved træskærerarbejde, o. 1895. Af faren Wilhelm Marc - Selvportræt, ca. 1910 - Franz Marc, 1910 Af August Macke - Franz Marc med sin sibiriske hyrdehund Russi, 1910 Af August Macke - Franz og Maria Marc, 1911 Foto: Vasilij Kandinskij - Franz og Maria Marc i atelieret, 1912 Af August Macke - Franz og Maria Marc i traditionel dragt fra Oberbayern. Før 1914 - Buste af Franz Marc i 'Ruhmeshalle', München |

| - Dyr - Den gule ko, 1911 Solomon R. Guggenheim Museum New York - Den røde tyr, 1912 Pusjkinmuseet i Moskva - Tiger, 1912 - De store blå heste, 1911 Die großen blauen Pferde - Blå hest I, 1911 Blaues Pferd I - Rød og blå hest, 1912 Rotes und Blaues Pferd - Grøn hest i landskab, 1912 Grünes Pferd in Landschaft - Ko rød grøn gul, 1912 Kühe-rot, grün, gelb - Den lille blå hest, 1912 Das blaue Pferdchen - Drømmen, 1912 Der Traum |

## Værker
- 1911, "Die kleinen blauen Pferde"
- 1911, "Blaues Pferd I"
- 1911, "Die großen blauen Pferde"
- 1911, "Fuchs", Wuppertal, Von der Heydt-Museum
- 1912, "Der Tiger"
- 1912, "Im Regen", München, Lenbachhaus
- 1913, "Tierschicksale", Kunstmuseum Basel, Öl auf Leinwand, 195 x 263,5 cm
- 1913, "Füchse", Kunstmuseum Düsseldorf
- 1913, "Kleine Komposition III", Hagen, Karl-Osthaus-Museum
- 1913, "Der Mandrill", München, Pinakothek der Moderne
- 1914, "Landschaft mit Haus, Hund und Rind", Privatbesitz
- 1914, "Tirol", München, Pinakothek der Moderne
- 1914, "Kämpfende Formen", München, Pinakothek der Moderne